# Recensement de la Grèce de 2021
Le recensement de la population et des habitations de 2021 (en grec moderne : Απογραφή Πληθυσμού–Kατοικιών 2021) est un recensement de la population en Grèce, mené par l'Autorité statistique hellénique, au nom de l'État grec, dans le cadre du recensement plus large de l'Union européenne de 2021. Comme pour le recensement de 2011, il permet de dénombrer le nombre de personnes dans le pays, d'étudier les caractéristiques démographiques, économiques et sociales de la population, ainsi que de vérifier les types de bâtiments disponibles dans le pays. Le recensement sera conforme aux lignes directrices de l'Union européenne et de l'Organisation des Nations unies en matière de recensement. L'ensemble des résultats sera disponible le 31 mars 2024.
Les technologies de smartphone et de géolocalisation ont été utilisées afin de réaliser le recensement. Un concours de design a été lancé en septembre 2018, demandant aux étudiants universitaires de concevoir le logo du recensement et le gagnant a été annoncé en 2019.

## Historique
Le recensement de 2011 a montré que la population de la Grèce a diminué de 0,88 % par rapport au recensement de 2001, pour atteindre 10 815 197 habitants. Cette tendance démographique devrait se poursuivre si les taux de fécondité restent faibles, l'Autorité statistique hellénique estimant dans ce scénario une baisse de la population totale de la Grèce à 9,7 millions de personnes en 2050. De même, l'Office statistique européen estime que sans immigration, la population grecque tomberait à 9,3 millions de personnes en 2050, et à 8,9 millions de personnes avec une fécondité plus faible, alors que le scénario principal de l'Office statistique européen prévoit 9,1 millions d'habitants en 2050.

## Résultats
Le 19 juillet 2022, les résultats provisoires des recensements ont été annoncés. 99,4% de la population du territoire a été recensée soit par voie électronique, soit par voie conventionnelle. Le pourcentage non recensé par l'un ou l'autre mode a été invité par les autorités municipales à se rendre à la mairie pour remplir le formulaire de recensement. Les résultats provisoires indiquent une population de la Grèce de 10 432 481 habitants dont 5 075 249 hommes, soit 48,6% de la population totale, et 5 357 232 femmes, 51,4% de la population totale, soit une baisse de la population de -3,5% par rapport au recensement précédent de 2011.
| Périphérie | Population 2021 | Population 2011 (a) | Évolution 2011 - 2021 | Population 2001 (b) |
| --- | --------------- | ------------------- | --------------------- | ------------------- |
| Macédoine-Orientale-et-Thrace | 562.069         | 608.182             | -7,6%                 | 607.162             |
| Macédoine-Centrale | 1.792.069       | 1.880.058           | -4,8%                 | 1.874.597           |
| Macédoine-Occidentale | 255.056         | 283.689             | -10,4%                | 294.317             |
| Épire | 319.543         | 336.856             | -5,1%                 | 336.392             |
| Thessalie | 687.527         | 732.762             | -6,2%                 | 740.115             |
| Îles Ioniennes | 200.726         | 207.855             | -3,4%                 | 209.608             |
| Grèce-Occidentale | 643.349         | 679.796             | -5,4%                 | 721.541             |
| Grèce-Centrale | 505.269         | 547.390             | -7,7%                 | 558.144             |
| Attique | 3.792.469       | 3.827.624           | -0,9%                 | 3.894.573           |
| Péloponnèse | 538.366         | 577.903             | -6,8%                 | 597.622             |
| Égée-Septentrionale | 194.136         | 199.231             | -2,6%                 | 205.235             |
| Égée-Méridionale | 324.542         | 308.975             | +5%                   | 298.462             |
| Crète | 617.360         | 623.065             | -0,9%                 | 594.368             |
| Communauté monastique du mont Athos |                 | 1.811               |                       | 1.961               |
| Population totale | 10.482.487      | 10.815.197          | -3,5%                 | 10.934.097          |
| (a) Détails : La population est indiquée comme étant "permanente". L'allocation est le pourcentage de la population totale du pays. La densité est calculée en habitants par kilomètre carré. (n)La population "permanente" du recensement de 2001 est indiquée par les chiffres suivants, afin de comparer des résultats similaires, plutôt que ceux largement utilisés dans les années 2000. |                 |                     |                       |                     |